# Trần Minh Thư
Trần Minh Thư là Trung tướng Công an nhân dân Việt Nam. Ông nguyên là Viện trưởng Viện Chiến lược và Khoa học Công an Việt Nam.

## Tiểu sử
Năm 2009, ông là Đại tá Công an nhân dân Việt Nam, Tổng biên tập Tạp chí Công an nhân dân.
Tháng 5 năm 2015, ông là Thiếu tướng Công an nhân dân Việt Nam, Bí thư Đảng ủy nhiệm kỳ 2010-2015, Viện trưởng Viện Chiến lược và Khoa học Công an Việt Nam.
Tháng 8 năm 2015, ông là Trung tướng Công an nhân dân Việt Nam, Viện trưởng Viện Chiến lược và Khoa học Công an Việt Nam.

## Lịch sử thụ phong/thăng cấp bậc hàm
- Thiếu tướng Công an nhân dân Việt Nam
- Trung tướng Công an nhân dân Việt Nam (2015)